# José Arconada
José Arconada Ramos (Gijón, 18 de enero de 1964) es un atleta español. Destacó en la prueba de ochocientos metros donde estaba llamado a ser uno de los sucesores de Colomán Trabado y Antonio Páez, aunque quedó algo ensombrecido por Luis Javier González y Tomás de Teresa. Actualmente es entrenador del equipo de atletismo del Real Grupo de Cultura Covadonga.

## Trayectoria
Representó a España en los Juegos Olímpicos de Barcelona 1992, donde no consiguió pasar de las eliminatorias previas. Igual le ocurrió en los Mundiales de Gotemburgo 1995 al aire libre y en los de Barcelona 1995 en pista cubierta. Su mayor logro lo obtuvo en el Campeonato Europeo Indoor de 1992 celebrado en Génova donde consiguió una medalla de plata siendo únicamente superado por su compatriota Luis Javier González.